# Louis Monneron

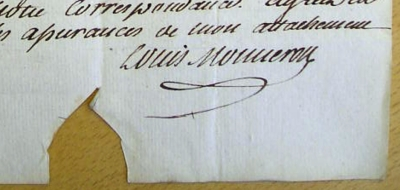
Unterschrift Louis Monnerons in einem Brief an den Hamburger Kaufmann Caspar Zeller aus dem Jahr 1797.

Jean-Louis Monneron (* 12. September 1742 in Annonay, Ardèche; † 30. November 1805 im Senegal), genannt Monneron des Mortiers, war ein im Ostindienhandel engagierter französischer Unternehmer, Bevollmächtigter Frankreichs auf Sri Lanka und Deputierter Pondichérys in der Konstituante.

## Leben

### Herkunft
Louis Monneron war einer von sechs Söhnen einer hugenottischen Juristenfamilie. Sein Vater Antoine Monneron (1693–1791) war von Beruf Anwalt und fungierte zunächst als „contrôleur des fermes“ in Antibes, bevor er Pächter der Salzsteuer gabelle in Annonay wurde. Über seine Mutter Barbe-Catherine, geb. Arnaud, war Monneron mit Joseph François Dupleix, dem Generalgouverneur der französischen Niederlassungen in Indien verwandt.

### Karriere in Ostindien

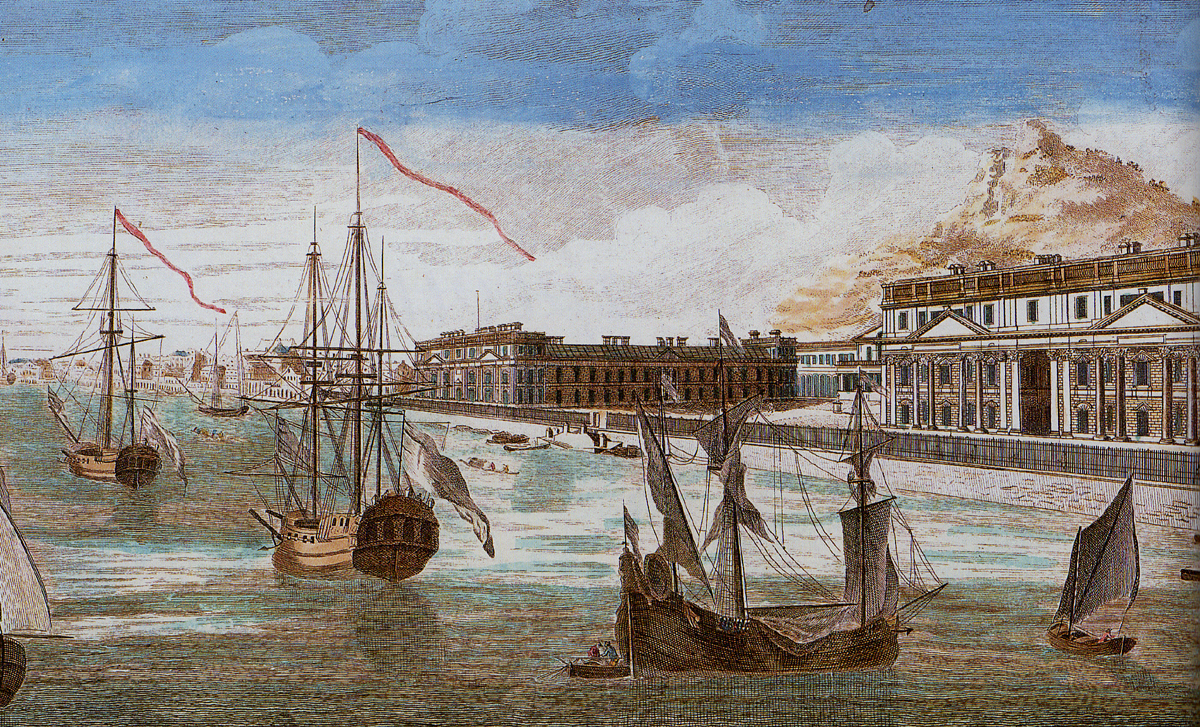
Lager der Französischen Ostindien-Kompanie in Pondichéry.

Wie einige seiner Brüder beteiligte sich Louis Monneron als Unternehmer im Ostindienhandel. Im Jahr 1765 folgte er seinem älteren Bruder Charles (1735–1799) nach Indien und ließ sich in Chandannagar in Bengalen nieder. Sein jüngerer Bruder Janvier (1754–1811) ging 1770 nach Pondichéry; sein Bruder Pierre (1747–1801) war 1787 Kapitän des Schiffes, das die Gesandtschaft Tipu Sultans nach Frankreich an den Hof Ludwigs XVI. brachte. In Indien wurde Louis Monneron in die Freimaurerloge „Amis Réunis de Pondichéry“ aufgenommen.
Als Chandannagar im Juli 1778 von den Engländern eingenommen wurde, wurden alle Güter Monnerons konfisziert. Dennoch betätigte er sich weiter im Handel und wurde schließlich aus Bengalen ausgewiesen. Seiner Karriere tat dies allerdings keinen Abbruch, denn ab Oktober 1780 vertrat er während mehrerer Jahre die französischen Interessen in der niederländischen Kapkolonie.
Aufgrund seiner ausgezeichneten Kenntnisse im Indienhandel wurde er im September 1781 zum Bevollmächtigten Frankreichs auf Sri Lanka berufen. Nachdem er dort glänzende Geschäfte gemacht hatte, musste er aufgrund einer Anklage wegen Unterschlagung im November 1785 nach Frankreich zurückkehren. Er kam für kurze Zeit in Haft, wurde dann aber wieder freigelassen.

### Zurück in Frankreich: Unternehmer, Abgeordneter, Visionär
Während seine Brüder Pierre und Janvier sich von der Île de France (heute: Mauritius) aus am country trade, dem privat organisierten intra-asiatischen Handel, beteiligten, wurde Louis aufgrund seiner Kenntnisse des Ostindienhandels 1787 zum Commissaire der zweiten, von Calonne gegründeten Französischen Ostindien-Kompanie berufen. 1788 gehörte der zu den Mitgliedern des von Gouy d’Arsy in Paris ins Leben gerufenen comité colonial, einem Zusammenschluss von Plantagenbesitzern und im Überseegeschäft engagierten Unternehmern.

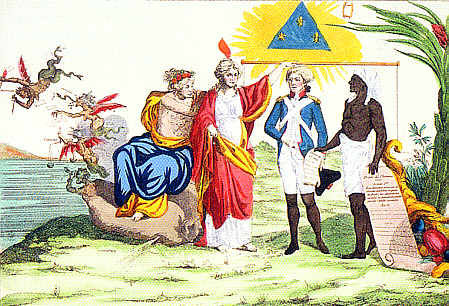
Les Mortels sont égaux (dt. „Alle Menschen sind gleich“), kolorierter Kupferstich eines unbekannten Künstlers aus dem Jahr 1791. Die personifizierte Vernunft hält die Messlatte der Gleichheit über einen Weißen und einen Schwarzen; der Schwarze hält die von der Konstituante verabschiedete Erklärung der Menschen- und Bürgerrechte in der einen und das Dekret vom 15. Mai 1791, in dem den Schwarzen die Bürgerrechte zugesprochen werden, in der anderen Hand.

Im November 1790 zog Monneron als Deputierter von Pondichéry in die Konstituante ein und ersetzte damit Joseph Desnos de Kerjean, der auf seinen Sitz verzichtet hatte. Ab dem 20. Januar 1791 gehörte er zu dem für die Kolonialpolitik zuständigen comité des Colonies. In dieser Zeit veröffentlichte er eine Reihe von kleineren Schriften, darunter auch ein Papier, in dem er seine Meinung zur Organisation der Marine (Opinion … sur l’organisation de la marine, April 1791) darlegte. In einer Debatte vom 14. Mai 1791 sprach er sich für den Einsatz von Offizieren der Handelsmarine auf Kriegsschiffen aus.
In der Debatte um die Sklaverei folgte er am 11. Mai 1791 der Position des Abbé Grégoire, der das Wahlrecht für freie Schwarze forderte. Nach dem Inkrafttreten des Dekrets vom 15. Mai 1791, das den Schwarzen die Bürgerrechte zugestand, kämpfte er gegen die Widerstände des comité des Colonies, das Dekret anzuerkennen. Am 30. August 1791 schlug Monneron vor, die Zahl der Mitglieder des Komitees durch Hinzufügung von sechs weiteren Deputierten zu erhöhen. Am nächsten Tag las Monneron einen Brief aus Bordeaux vor, in dem sich eine Reihe von Plantagenbesitzern aus Saint-Domingue zur Einhaltung des Dekrets vom 15. Mai 1791 verpflichteten. Gegen Ende seiner Amtszeit veröffentlichte er die Schrift Lettre … sur le décret du 15 Mai 1791, in der er sich erneut mit der Thematik auseinandersetzte. Noch im November 1791 taucht sein Name auf einer Liste der Mitglieder des Jakobinerklubs auf.
In den Jahren 1792 bis 1794 war Monneron – unter anderem über die unter neutraler Flagge segelnden Schiffe des dänischen Handelshauses Duntsfeld, Meyer & Cie. – an Geschäften mit der Île de France beteiligt. Zwischen September und November 1795 verhandelte er im Rahmen einer Geheimmission in London als Unterhändler Frankreichs mit den Briten über die Freilassung von Gefangenen in Indien. 1796 zog er sich schließlich nach Bordeaux zurück, von wo aus er sich weiter aktiv am internationalen Seehandel beteiligte. Gleichzeitig entwickelte er verschiedene Visionen von der Zukunft Frankreichs in Asien. 1796 schickte er eine ausführliche Abhandlung über französischen Handel im Orient an das Direktorium, 1797 sprach er sich für eine Annexion Sri Lankas und der Kapkolonie aus, 1799 schrieb er an Napoleon Bonaparte und machte sich für die Handelsverbindung zwischen dem Mittelmeerraum und dem Indischen Ozean über Sues stark.

### Der Absturz
Ab 1798 verschlechterte sich seine ökonomische Situation zusehends. Das Verschwinden seines Bruders Augustin (1756–1824), der als Generaldirektor der Caisse des comptes courants mehrere Millionen Francs veruntreute und den er mehrfach durch Kredite unterstützte, hatte daran zweifellos seinen Anteil. 1801 war er in solchen Geldnöten, dass er das Londoner Handelshaus Bourdieu und Chollet um einen Kredit in Höhe von 100.000 Livres bat und als Sicherheit seine Weinberge im Bordelais und seine Gemäldesammlung anbot. Zwar verfügte er immer noch über den Beistand seines auf der Île de France ansässigen Bruders Janvier, als er 1804 aber von Bordeaux zu einer Reise an die Westküste Afrikas aufbrach, war seine ökonomische Lage bereits äußerst prekär. Von dieser letzten Reise kehrte er nicht zurück; er starb 1805 unter ungeklärten Umständen im Senegal.
Der französische Historiker Paul Butel würdigte Monneron als einen der „größten Unternehmer am Ende des Ancien Régime“.

## Schriften

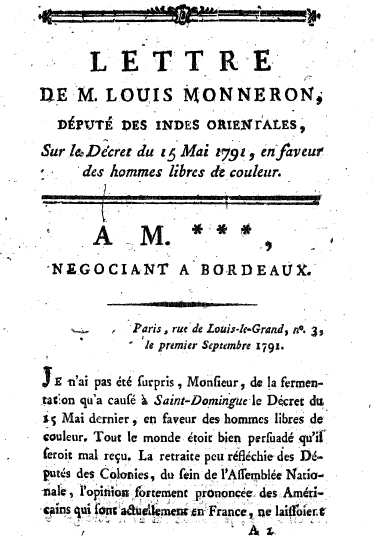
Erste Seite der Schrift Lettre … sur le décret du 15 Mai 1791, in der sich Monneron für die Zuerkennung der Bürgerrechte für Schwarze ausspricht.

- Réponse de M. Louis Monneron … à l’Adresse de quelques habitans des Isles de France et de Bourbon, à l’Assemblée nationale (18. November 1790)
- Lettre de M. Louis Monneron, … à MM. les habitants des îles de France et de Bourbon actuellement à Paris (15. Dezember 1790)
- Réponses aux objections contre le rétablissement de Pondichéry, présentées à MM. de l’Assemblée Nationale par M. L. M., député des isles Orientales (20. Februar 1791)
- Lettre de M. Louis Monneron, député des Indes Orientales, sur le décret du 15 mai 1791, en faveur des hommes libres de couleur (1. September 1791)
- Opinion de M. Louis Monneron, député des Indes orientales, sur le projet de décret, présenté par M. Barnave … sur les hommes libres de couleur (24. September 1791)
- Opinion de M. Louis Monneron, député des Indes orientales, sur l’organisation de la marine (1791), online abrufbar über Gallica, das Digitalisierungsprojekt der Französischen Nationalbibliothek.
- Lettre de M. Louis Monneron, député des Indes orientales, sur le décret du 15 Mai 1791, en faveur des hommes libres de couleur (1791), online abrufbar über Gallica, das Digitalisierungsprojekt der Französischen Nationalbibliothek.
- Observations sur la législation coloniale (1791)
- Pensées diverses (1793)